# Joaquín Luqui
Joaquín Luqui Iribarren (Caparroso, Navarra, 22 de febrero de 1948 - Madrid, 28 de marzo de 2005) fue un periodista español especializado en crítica musical.

## Biografía
Estudió en el Colegio Santa María La Real Maristas de Pamplona.
Comenzó su carrera profesional con tan solo 18 años en El Pensamiento Navarro. En 1966 pasó a trabajar en la emisora navarra Radio Requeté, emisora de Cadena SER en Pamplona, donde dirigió programas como Requeterritmo y Discofilia. 
Es uno de los promotores en el lanzamiento del semanario Disco Expres que durante la década de los 70, en Pamplona, y parte de los 80, ya en Barcelona, informará de las novedades musicales al público español alcanzando especial notoriedad y difusión.
En 1969 se trasladó a Madrid y comenzó a colaborar en la revista El Gran Musical y en el programa de radio Los 40 principales. También escribió los guiones de la historieta Rosa la Revoltosa con el dibujante José García Pizarro para el suplemento del diario Pueblo de Madrid.
Durante las tres décadas siguientes trabajó en distintos medios, pero siempre en asuntos directamente relacionados con la música pop y rock. Así, tuvo siempre una presencia destacada en el programa de radio El Gran Musical, de la Cadena SER, junto a, sucesivamente, Pepe Domingo Castaño, Pepe Cañaveras, Tomás Martín Blanco, José Antonio Abellán y Fernandisco. Otros espacios radiofónicos a los que imprimió su particular personalidad fueron JL en FM, Radio show, Fancine, Banda sonora, 3, 2 o 1, Fan Club, La ventana o Los Mundos de Luqui; este último dentro del programa Anda ya de Juanma Ortega. Se haría así muy popular, cultivando además una peculiar imagen desaliñada que combinada con su particular timbre de voz lo convirtieron en un personaje entrañable y querido en la escena discográfica española y entre el público en general. Algunas de sus frases como "Tú y yo lo sabíamos, seguro, será tres, dos o uno" (usada para referirse a un disco que tendría gran éxito), se convirtieron en clásicos en el mundo musical español.
En televisión colaboró con los canales TVE, 40 TV y Canal+, con programas como la versión televisiva de Los 40 Principales, Fórmula Week-End, junto a Tony Aguilar. En 2005, poco antes de morir, preparó para Televisión Española La Tierra de las 1.000 Músicas, donde hacía un repaso a la historia musical en España durante los últimos 40 años. El programa se emitió póstumamente, tres meses después de su muerte.
Fue autor del libro Los Beatles que amo (1977).
Murió el 28 de marzo de 2005 en Madrid como consecuencia de una hemorragia cerebral, tras sufrir una caída en su domicilio, desde una escalera de mano reparando una lámpara.

Fue incinerado el 29 de marzo de 2005 en el crematorio del Cementerio de la Almudena

## Premios
Entre los muchos premios recibidos a lo largo de su carrera, puede destacarse el Premio Ondas en 1998 al Mejor Presentador de Programa Musical, el galardón del Gobierno de Navarra del Valor Joven en 1999, una Antena de Oro y un Amigo.
Antes de su fallecimiento apadrino a un artista llamado Oscar Casañas el cual le compuso una canción homenaje póstuma Amigo Campeón.